# 金聖洙
金聖洙（1973年5月23日—），韓國男演員。

## 演出作品

### 電視劇
- 1998年：KBS《地球勇士蝙蝠俠》
- 2004年：MBC《說你愛我》飾 朴熙壽
- 2004年：KBS《浪漫滿屋》飾 柳民赫
- 2004年：SBS《玻璃畫》飾 朴啟泰
- 2005年：MBC《律師們》飾 尹碩奇
- 2006年：MBC《姊姊》飾 金建宇
- 2007年：KBS《壞愛情》飾 李修煥
- 2008年：KBS《我的愛金枝玉葉》飾 李傳說
- 2010年：MBC《越看越可愛》飾 金聖洙
- 2012年：MBN《可疑的家族》飾 千二百
- 2012年：SBS《我的愛蝴蝶夫人》飾 金正旭
- 2013年：網路劇《放學後福不福》（客串）
- 2014年：JTBC《我們可以相愛嗎》飾 安道榮
- 2018年：SBS《能先接吻嗎？》飾 黃仁宇
- 2021年：tvN《The Road：1的悲劇》飾 沈錫勳

### 電影
- 2003年：《甜性澀愛》
- 2005年：《紅鞋咒》
- 2006年：《壟斷者》
- 2007年：《熱情似火》
- 2012年：《R2B：獵鷹行動（英语：R2B: Return to Base）》
- 2013年：《繫緊你的安全帶》饰演 金圣洙（友情出演）
- 2015年：《黑手》

### MV
- 2002年：復活《Never Ending Story》
- 2005年：Youme《回憶由時間擦掉》（與孫泰英）